# La Ginebrosa (la Coma i la Pedra)
|  | Aquest article tracta sobre l'indret de la Coma i la Pedra. Vegeu-ne altres significats a «La Ginebrosa (desambiguació)». |

La Ginebrosa és un indret del municipi de la Coma i la Pedra a la capçalera de la rasa de la Bòfia, sota el coll de Tancalaporta.